# Oxysulfure de protactinium
L'oxysulfure de protactinium est un composé de l'oxygène, du soufre et du protactinium, de formule PaOS. Le protactinium y est à l'état d'oxydation +IV et le soufre et l'oxygène à l'état −II.

## Préparation
L'oxysulfure de protactinium se prépare par l'action sur le chlorure de protactinium(V) d'un mélange de sulfure d'hydrogène et de disulfure de carbone en présence d'oxygène,.

## Propriétés physiques
L'oxysulfure de protactinium forme des cristaux tétragonaux, de couleur jaune. Les paramètres de maille sont a = 0,383 2 nm, c = 0,670 4 nm, Z = 2,.